# Siun Patera
La Siun Patera è una struttura geologica della superficie di Io.